# Суздальское княжество
Су́здальское княжество — территориально-административное образование времён феодальной раздробленности средневековой Руси с центром в городе Суздаль.

## Образование

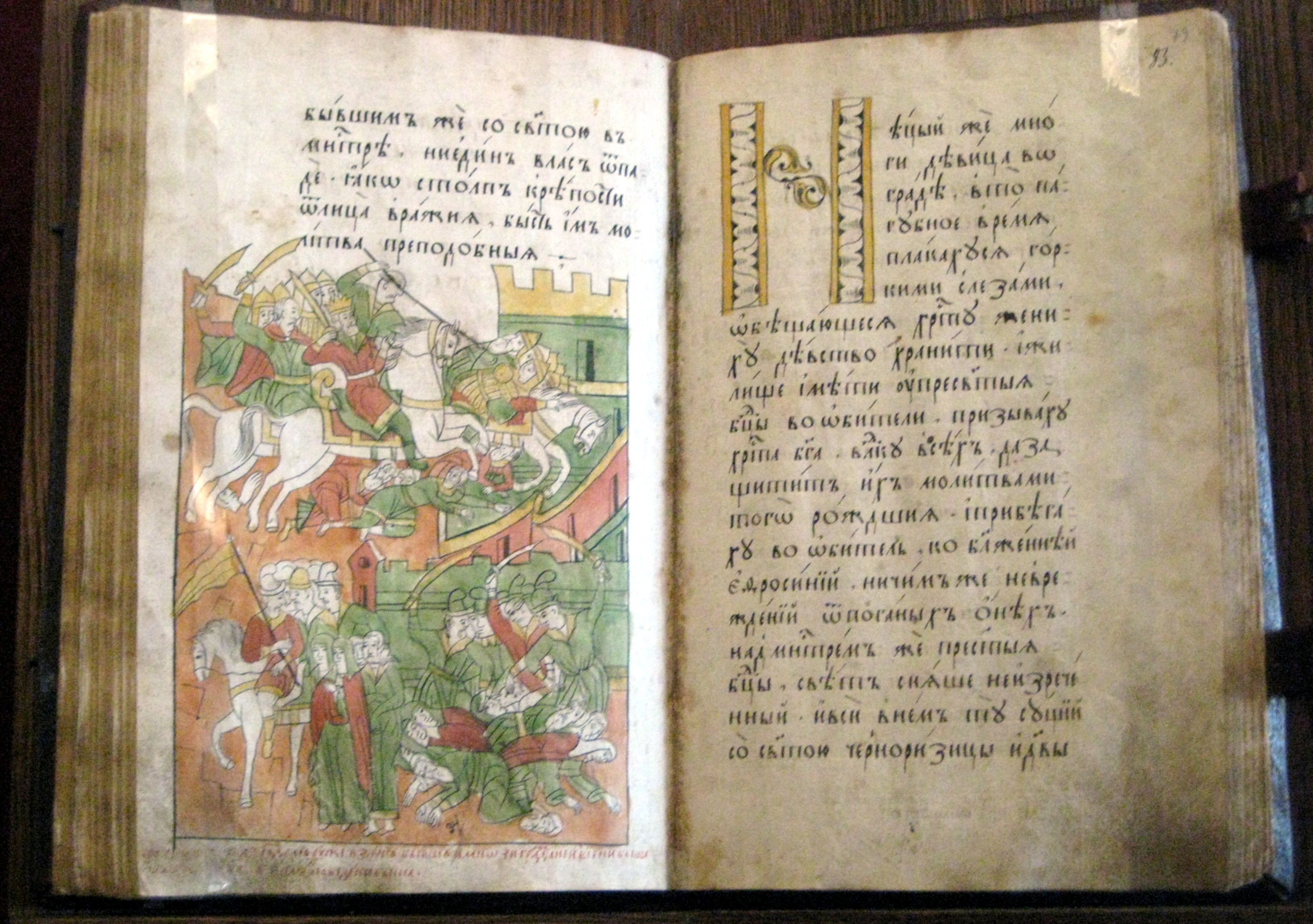
Взятие Батыем Суздаля в 1238 году. Миниатюра из «Жития Ефросиньи Суздальской» XVI века. Список XVIII века.

Суздаль впервые упоминается в летописи под 1024 годом. Первый век своего существования Суздаль был центром волости сначала киевских князей, потом переяславских; князья в нём не жили и для управления оставляли наместников. После раздела Руси между сыновьями Владимира Мономаха (1125 год) Суздаль получил Юрий Владимирович Долгорукий и сделал его столицей Ростово-Суздальского княжества. Сын Юрия Андрей Юрьевич Боголюбский перенёс во Владимир столицу княжества, ставшего в его правление великим. Вышедший победителем из борьбы за власть после гибели Андрея его младший брат Всеволод Юрьевич Большое Гнездо построил в Суздале крепость и несколько церквей. По смерти Всеволода Суздаль достался его сыну Юрию, некоторое время (1216—1218) был центром особого княжества, затем вновь вошедшего в состав Владимирского. В первых числах февраля 1238 года Суздаль был сожжён Батыем, его окрестности разорены.
С 1238 года Суздальским княжеством правил Святослав Всеволодович, который в 1246 году занял владимирский престол после гибели Ярослава Всеволодовича. После смерти Святослава Всеволодовича (1252) Александр Невский отдал Суздаль своему брату Андрею, наследственным владением потомков которого стало княжество. В 1257 году монголы провели перепись в Суздале и поставили в нём баскаков для сбора податей, что вызвало восстание 1262 года. После смерти Андрея Ярославича (1264) в Суздале правили его сыновья.

## Суздальско-Нижегородское княжество
После смерти Ивана Калиты Узбек-хан в 1341 году отдаёт Нижний Новгород, Городец и Унжу во владение суздальскому князю Константину Васильевичу, младшему брату бывшего владимирского князя Александра.
Князь Константин Васильевич в 1350 году перенёс свою резиденцию в Нижний Новгород, подчинил своей власти значительную часть мордовских земель, заселил их русскими поселенцами и вообще весьма значительно расширил пределы своего княжества.
Последнее, включавшее теперь города Нижний Новгород, Суздаль, Городец, Бережец, Юрьевец и Шую, получило название Нижегородско-Суздальского княжества, которое просуществовало всего 42 года.
В 1392 году Нижний Новгород был взят великим князем московским; одновременно был изгнан из Суздаля и его последний князь, Симеон Дмитриевич, умерший в Вятке в 1402 г. С тех пор в Нижнем Новгороде и Суздале правили московские наместники, а потомки суздальских князей частью служили при дворе московского князя, частью пребывали в орде. Во время борьбы Василия Васильевича Тёмного с Юрием Дмитриевичем и его сыновьями, правнуками Дмитрия Константиновича, Василию и Фёдору Юрьевичам удалось снова водвориться в Суздале на правах самостоятельных князей, но не надолго: после победы над Дмитрием Юрьевичем Шемякой (1446) Василий Васильевич потребовал от них полного подчинения своей власти и лишил права сноситься с Ордою, вследствие чего Константиновичи навсегда оставили Суздаль.

## Список князей суздальских
- Юрий Долгорукий (1125—1149);
- Василько Юрьевич (1149—1151);
- Юрий Долгорукий (1151—1155);
- Святослав Всеволодович (1238—1252);
- Андрей Ярославич (1252—1264);
- Юрий Андреевич (1264—1279);
- Михаил Андреевич (1279—1305);
- Василий Андреевич (1305—1309);
- Александр Васильевич (1309—1331);
- Константин Васильевич (1331—1341, затем нижегородский);
- Дмитрий Константинович (1355—1365, затем нижегородский);
- Борис Константинович (1383—1392).